# Camarões nos Jogos Olímpicos de Verão da Juventude de 2010
Camarões participou dos Jogos Olímpicos de Verão da Juventude de 2010 em Cingapura. Sua delegação foi composta por seis atletas que competiram em cinco esportes.

## Atletismo
| Evento          | Atleta                  | Qualificação | Qualificação | Final     | Final        |
| Evento          | Atleta                  | Resultado    | Posição      | Resultado | Posição      |
| --------------- | ----------------------- | ------------ | ------------ | --------- | ------------ |
| 100 m masculino | Romuald Adzaba Ngawessi | 11.36        | 18º (7º q2)  | 11.43     | 2º (Final C) |

## Canoagem
| Evento                  | Atleta          | Tomada de tempo | Tomada de tempo | 1ª rodada                                 | Repescagem                              | Oitavas-de-final   | Quartas-de-final   | Semifinais         | Final              | Final       |
| Evento                  | Atleta          | Resultado       | Pos.            | Oponente Resultado                        | Oponente Resultado                      | Oponente Resultado | Oponente Resultado | Oponente Resultado | Oponente Resultado | Pos. final  |
| ----------------------- | --------------- | --------------- | --------------- | ----------------------------------------- | --------------------------------------- | ------------------ | ------------------ | ------------------ | ------------------ | ----------- |
| Velocidade K1 masculino | Dikongue Dipoko | 3:18.67         | 23º             | BLR Andrei Tsarykovich D 2:46.30 (bat. 1) | BUL Boris Nedyalkov D 2:39.13 (rep. 1)  | Não avançou        | Não avançou        | Não avançou        | Não avançou        | Não avançou |
| Slalom K1 masculino     | Dikongue Dipoko | 1:50.43         | 18º             | AUS Scott Smith D 1:46.61 (bat. 4)        | RUS Igor Kalashnikov V 1:51.10 (rep. 5) | Não avançou        | Não avançou        | Não avançou        | Não avançou        | Não avançou |

## Halterofilismo
| Evento             | Atleta        | Peso corporal (kg) | Arranque (kg) | Arranque (kg) | Arranque (kg) | Arranque (kg) | Arremesso (kg) | Arremesso (kg) | Arremesso (kg) | Arremesso (kg) | Total (kg) | Pos. final |
| Evento             | Atleta        | Peso corporal (kg) | 1             | 2             | 3             | Res.          | 1              | 2              | 3              | Res.           | Total (kg) | Pos. final |
| ------------------ | ------------- | ------------------ | ------------- | ------------- | ------------- | ------------- | -------------- | -------------- | -------------- | -------------- | ---------- | ---------- |
| Até 58 kg feminino | Myriam Ghekap | 56,49              | 67            | 70            | 70            | 67            | 85             | 90             | 92             | 90             | 157        | 6º         |

## Judô
| Evento             | Atleta        | 1ª rodada    | 2ª rodada                    | 2ª rodada repescagem | 3ª rodada repescagem     | Semifinais repescagem             | Final repescagem A | Disputa pelo bronze A | Pos. final |
| ------------------ | ------------- | ------------ | ---------------------------- | -------------------- | ------------------------ | --------------------------------- | ------------------ | --------------------- | ---------- |
| Até 63 kg feminino | Sophina Arrey | Sem oponente | GEO Sophio Beridze D 000-100 | Sem oponente         | BOT Neo Kapeko V 100-000 | UZB Gulnoza Matniyazova D 000-110 | Não avançou        | Não avançou           | --         |

| Evento         | Atleta                                          | 1ª rodada               | 2ª rodada   | Semifinais  | Final       | Pos. final |
| -------------- | ----------------------------------------------- | ----------------------- | ----------- | ----------- | ----------- | ---------- |
| Equipes mistas | Sophina Arrey (como integrante da equipe Paris) | ZZX Equipe Tóquio D 3-5 | Não avançou | Não avançou | Não avançou | 10º        |

## Natação
| Evento               | Atleta               | Qualificação | Qualificação | Semifinais  | Semifinais  | Final       | Final       |
| Evento               | Atleta               | Resultado    | Posição      | Resultado   | Posição     | Resultado   | Posição     |
| -------------------- | -------------------- | ------------ | ------------ | ----------- | ----------- | ----------- | ----------- |
| 50 m livre feminino  | Dahirou Zoubaydat    | 45.22        | 61º (3º q1)  | Não avançou | Não avançou | Não avançou | Não avançou |
| 50 m livre masculino | Landry Ndjemen Touka | 37.53        | 47º (3º q1)  | Não avançou | Não avançou | Não avançou | Não avançou |